# Muzyczi
Muzyczi (ukr. Музичі) – wieś na Ukrainie, w obwodzie kijowskim, w rejonie buczańskim, w hromadzie Biłohorodka. W 2001 liczyła 1393 mieszkańców, spośród których 1316 wskazało jako ojczysty język ukraiński, 68 rosyjski, 5 białoruski, a 4 inny.